# Horton (Kansas)
Horton es una ciudad ubicada en el condado de Brown en el estado estadounidense de Kansas. En el año 2010 tenía una población de 1776 habitantes y una densidad poblacional de 394,67 personas por km².

## Geografía
Horton se encuentra ubicada en las coordenadas 39°39′50″N 95°31′41″O / 39.66389, -95.52806 (39.663817, -95.528130).

## Demografía
Según la Oficina del Censo en 2000, los ingresos medios por hogar en la localidad eran de $22,991 y los ingresos medios por familia eran $31,447. Los hombres tenían unos ingresos medios de $25,000 frente a los $21,474 para las mujeres. La renta per cápita para la localidad era de $13,063. Alrededor del 17.4% de la población estaban por debajo del umbral de pobreza.